# 高梨由
高梨 由（たかなし ゆう、1975年12月29日 - ）は、演出家、脚本家。よしもとクリエイティブ・エージェンシー女性劇団「TRAPPER」主宰。千葉県鴨川市生まれ。血液型はA型。

## 人物
押井守脚本演出「鉄人28号」やジェームス三木脚本演出「わが街」等の演出助手を経て現在は作家、演出家として活動中。主宰しているTRAPPER（劇団）の作・演出をすべて手がけている。同劇団にて第17回池袋演劇祭 アゼリア賞受賞、第18回池袋演劇祭 優秀賞受賞の受賞歴を持つ。現在、TRAPPER以外にも吉本興業で神保町花月の演出や脚本の外部提供、大学の講師なども務めている。『ファミレス男。と、ファミレス女。～今夜も深夜営業中～』で小説家デビュー。

## TRAPPER 作・演出
- 本公演

1. ハポネス・ハウス～空は抜けるような青だった (2004年4月＠タイニイアリス)
2. Orange Moon～奇蹟の夜～ (2004年9月＠アトリエフォンテーヌ)
3. ザ・ファイナルカウント!!!～涙☆吉本女子プロ物語～(2005年1月＠シアターVアカサカ)
4. A･M･A～夜空に奏でる愛の詩～(2005年4月＠シアターモリエール)
5. ボーダー～あの空の向こうとこっち～(2005年9月＠サンライズホール)　第17回 池袋演劇祭 アゼリア賞受賞
6. 港崎遊廓～夜明けの空に桜舞う～(2006年3月＠シアターVアカサカ)
7. SO･LALALA～僕の空には虹がある～(2006年9月＠サンライズホール)　第18回 池袋演劇祭 優秀賞受賞
8. BLUE SKY GRACE ～蒼ばぁに冥福を～(2007年10月＠プーク人形劇場)
9. ゲラップ・ベイベー!!!(2008年2月＠サンモールスタジオ)
10. ヴービー(2008年5月＠タイニイアリス)

## 神保町花月 演出
- 「THE MOMO-TARO」
  - 公演期間：2007年7月18日〜7月27日
  - 脚本：堀江B面
  - 演出：高梨由
  - 出演者：犬の心、あべこうじ、井上マー、チーモンチョーチュウ、こりゃめでてーな、キャベツ確認中、チョコレートプラネット、ゆう太だい介、阿山真也、水野以津美　他
- 「「博士」と呼ばれた極道」 
  - 公演期間：11月20日〜11月25日
  - 脚本：ハスミマサオ
  - 演出：高梨由
  - 出演者：ラフ・コントロール、なかやまきんに君（ゲスト）、とっしー、マキシマムパーパーサム、えんにち、くすのきひろみ
- 「ラストニュース」
  - 公演期間：2008年2月13日〜2月17日
  - 脚本：牧田明宏
  - 演出：高梨由（TRAPPER）
  - 出演者：ミルククラウン、武内由紀子、ラフ・コントロール、クレオパトラ、来八、平田敦子
- 神保町花月 1周年記念公演「バーバー風林～失恋理髪店～」
  - 公演期間：2008年7月13日〜7月14日
  - 脚本：久馬歩（ザ・プラン9）
  - 演出：高梨由（TRAPPER）
  - 出演者：ヒデ（ペナルティ）、カナリア、POISON GIRL BAND、中野公美子、キシモトマイ、黒沢かずこ（森三中）